# Thyene rubricoronata
Thyene rubricoronata es una especie de araña saltarina del género Thyene, familia Salticidae. Fue descrita científicamente por Strand en 1911.
Habita en Indonesia (islas Kai).